# Oppasser
Een oppasser, of in sommige betekenissen met het abstractum oppas, is iemand die voor rekening van derden op iets of iemand past, daarvoor zorg draagt. 

## Kinderoppas(ser)
Een kinderoppas(ser) of met een internationaal Engels woord babysit(ter) is iemand die voor korte tijd op kinderen past als de ouders of verzorgers niet beschikbaar zijn. Babysitters zijn vaak jonge en bekende mensen (bijvoorbeeld een buurkind of familielid) die, al dan niet voor een kleine vergoeding, af en toe op (de) kinderen passen in één of meer gezinnen. Meestal is een kinderoppas tijdelijk en incidenteel, terwijl een au pair meerdere dagen per week oppast en ook in huishouden helpt (koken, schoonmaak en/of inkopen ...). Andere alternatieven voor kinderopvang buitenshuis zijn de kostschool en het kinderdagverblijf (crèche).
Tegenwoordig worden oppassers ook vaak online gevonden via bedrijven die gespecialiseerde websites beheren waar belangstellenden zich kunnen inschrijven. De websites hebben verschillende manieren om de oppassers en ouders bij elkaar te brengen. Sommige bedrijven trainen de oppassers zelf vooraf, anderen fungeren enkel als contactplatform waarbij de ouders zelf de selectie kunnen maken. 
De oppastarieven zijn afhankelijk van leeftijd en de ervaring van de oppas. Ook speelt mee of de oppas diploma's heeft zoals een sociaal pedagogische hulpverlening (SPH ) of ( kinder) EHBO. Soms wordt er onderscheid gemaakt tussen overdag en in de avond oppassen.
Toeslag vanuit de overheid is alleen mogelijk voor oppassers die geregistreerd staan bij een gastouderbureau. De meeste oppassen zijn dit niet ( informele oppassers ) en het is daarom niet mogelijk hier toeslag voor te krijgen. Voor gezinnen met een inkomen dat boven het landelijk gemiddelde ligt is het aantrekkelijk om een oppas aan huis te nemen omdat de toeslag afhankelijk is van het inkomen. Zeker bij meerdere kinderen is het dan soms voordeliger om een informele oppas te zoeken voor een vaste dag in de week. 
De "Wet Dienstverlening aan Huis" maakt het mogelijk om een oppas voor maximaal 3 dagen per week bij je te laten werken zonder contract. Je kan bij meerdere gezinnen oppassen als het niet vaker dan 3 dagen in de week bij 1 gezin is. De regeling is in het leven geroepen vanuit de overheid om burgers in staat te stellen elkaar te helpen met kleine klussen zoals oppassen en schoonmaken. 
Oppassen gebeurt veelal in de avonden terwijl voor de vaste dagen in de week opvang overdag vaker wordt geregeld bij een kinderdagopvang. Het gebeurt door het tekort aan plekken in de kinderdagopvang ook vaak dat er een vaste oppas overdag wordt gezocht. Voor gezinnen met een bovengemiddeld inkomen nemen vaak contact op met een oppasservice om op zoek te gaan naar een vaste oppas aan huis om de kinderen na school op te halen en op te passen tot de ouders thuis zijn.

## Officiersoppasser
In het leger krijgt een officier (eertijds meestal een edelman) veelal een soldaat van lage rang (in tegenstelling tot een officier- of vleugeladjudant) toegewezen als persoonlijk knecht, die voor zijn uitrusting, verblijf enz. zorgt. Later werd die functie soms omgedoopt/omgevormd tot een persoonlijke chauffeur. Vergelijk (officiers)ordonnans.
Geheel equivalent zijn een politieoppasser en in de koloniale tijd een mandooroppasser.

## Vakantieoppas(ser)
Een vakantieoppas(ser) (of woningoppas) past, meestal inwonend, op andermans woning en verzorgt eventueel hun huisdieren gedurende de vakantie van de bewoner(s).

## Andere betekenissen
- ziekenoppasser
- dierenoppasser
- (archaïsch) curator van een faillissement
- (archaïsch) minnaar die nog het hof maakt